# Reserva Natural de Kuznetsky Alatau
A Reserva Natural de Kuznetsky Alatau (em russo: Кузнецкий Алатау заповедник) é uma área protegida na Rússia, em Kuznetsky Alatau, localizadas nas montanhas da região montanhosa de Altai-Sayan, no sudoeste da Sibéria. O Kiznetsky Alatau consiste em várias faixas de altura média, entre as quais existem vales de rios. A reserva encontra-se na bacia do Rio Tom e do Rio Chuly. É espalhada sobre três distritos do Oblast de Kemerovo: distrito de Tisulsky, distrito de Mezhdurechensky, e distrito de Novokuznetsky.

## Topografia
Esta área protegida tem um terreno organizados em uma série de três níveis relativamente lisos que ascendem num tergo de montanha cortado com vales do rio. Está na encosta ocidental do cume de Kuznetsk Alatau, e no sul pela crista do tergo de Abakan, nas montanhas ocidentais de Sayan. O pico mais alto tem uma altura de 1873 metros de altitude.

## Clima e eco-região
O clima nesta eco-região é um clima continental húmido, caracterizado por longos invernos frios e verões cursos e frescos. Esta eco-região cobre uma área de 412 mil hectares.

## Flora e Fauna
A vida vegetal da reserva é altamente caracterizada de acordo com a altitude em que se encontra. Existem 235 espécies a nível alpino, 117 a nível médio e 154 espécies em pequenas parcelas da estepe rochosa, nas encostas mais baixas. Os cientistas da reserva registaram 625 espécies totais de plantas vasculares.

## Eco-educação e acesso
Como uma reserva natural estrita, a reserva de Kuznetsk Alatau é na sua maior parte fechada ao público em geral, embora os cientistas e entidades com finalidades de "educação ambiental" possam fazer acordos com gerência do parque para visitas. Há três rotas de rafting (desporto em que uma pequena embarcação desce por um curso de água agressivo) na reserva, estando disponíveis para visitas guiadas para o público. Estas exigem que as licenças sejam obtidas antecipadamente. Há também um centro ecológico. O escritório principal está na cidade de Mezhdurechensk, no Oblast de Kemerovo.